# Louin (Deux-Sèvres)
Louin település Franciaországban, Deux-Sèvres megyében. Lakosainak száma 679 fő (2022. január 1.). Louin Saint-Loup-Lamairé, Airvault, Gourgé, Lageon és Maisontiers községekkel határos.

## Népesség
A település népességének változása:
| Lakosok száma | 717  | 690  | 691  | 684  | 685  | 687  | 685  | 682  | 679  |
|               | 2013 | 2015 | 2016 | 2017 | 2018 | 2019 | 2020 | 2021 | 2022 |